# Marcel Mazé
Pour les articles homonymes, voir Mazé.
Marcel Mazé, né le 19 décembre 1940 à Brest et mort le 14 février 2012 à Paris (18e), était cadre de l'Agence France-Presse, cinéaste français, cofondateur du Collectif Jeune Cinéma (CJC) en 1971, spécialiste du cinéma expérimental, et fondateur du Festival des cinémas différents en 1999 devenu Festival des cinémas différents et expérimentaux de Paris en 2010, événement annuel qui renoue avec la tradition du festival d'Hyères, à la différence près que cette manifestation est entièrement gérée par le CJC.

## Biographie
Juriste de formation, Marcel Mazé  rencontre, en 1970, Maurice Périsset directeur du Festival international du jeune cinéma de Hyères. Il programme une séance de ce festival à Paris en juin 1970, ce qui lui vaut la reconnaissance de Périsset qui lui donne divers petits postes avant de lui confier, en 1973, la direction de la section Cinéma différent du Festival d'Hyères, créée pour lui : l'afflux grandissant de films expérimentaux nécessitait la mise en place de cette section. Mazé conservera ce poste jusqu'à la fin du festival en 1983. Ce bouillonnement culturel lui permet de réunir quelques cinéastes et militants de la cause expérimentale pour fonder, le 12 juin 1971, avec dépôt de statuts en préfecture, le Collectif Jeune Cinéma, première coopérative de diffusion de ce cinéma en France. Il en deviendra le premier président. Lire également l'article de Laurent Mathieu, « Un cinéma en marge, un cinéma en marche : état et perspective d'un cinéma que l'on nomme « différent » » et la nécrologie publiée par Nicole Brenez 
Il est par ailleurs l'interprète de plusieurs courts métrages de Stéphane Marti et de Lucy en miroir, de Raphaël Bassan.

## Filmographie
- 1980 : Focalises
- 2006 : Les Mille et un Soleils de Pigalle

## Hommage
- 2012 : Marcel Mazé, les lumières d'Éros, court métrage de Stéphane Marti[5]